# Château de Grandville
Cet article possède un paronyme, voir Château de Graville.
Le château de Grandville est aujourd'hui considéré comme une villa néo-palladienne située à Port-Saint-Père, dans le Pays de Retz, département de Loire-Atlantique, en  France. Cet édifice est construit entre 1820 et 1825 par l'architecte nantais Étienne Jean-Baptiste Blon.

## Histoire

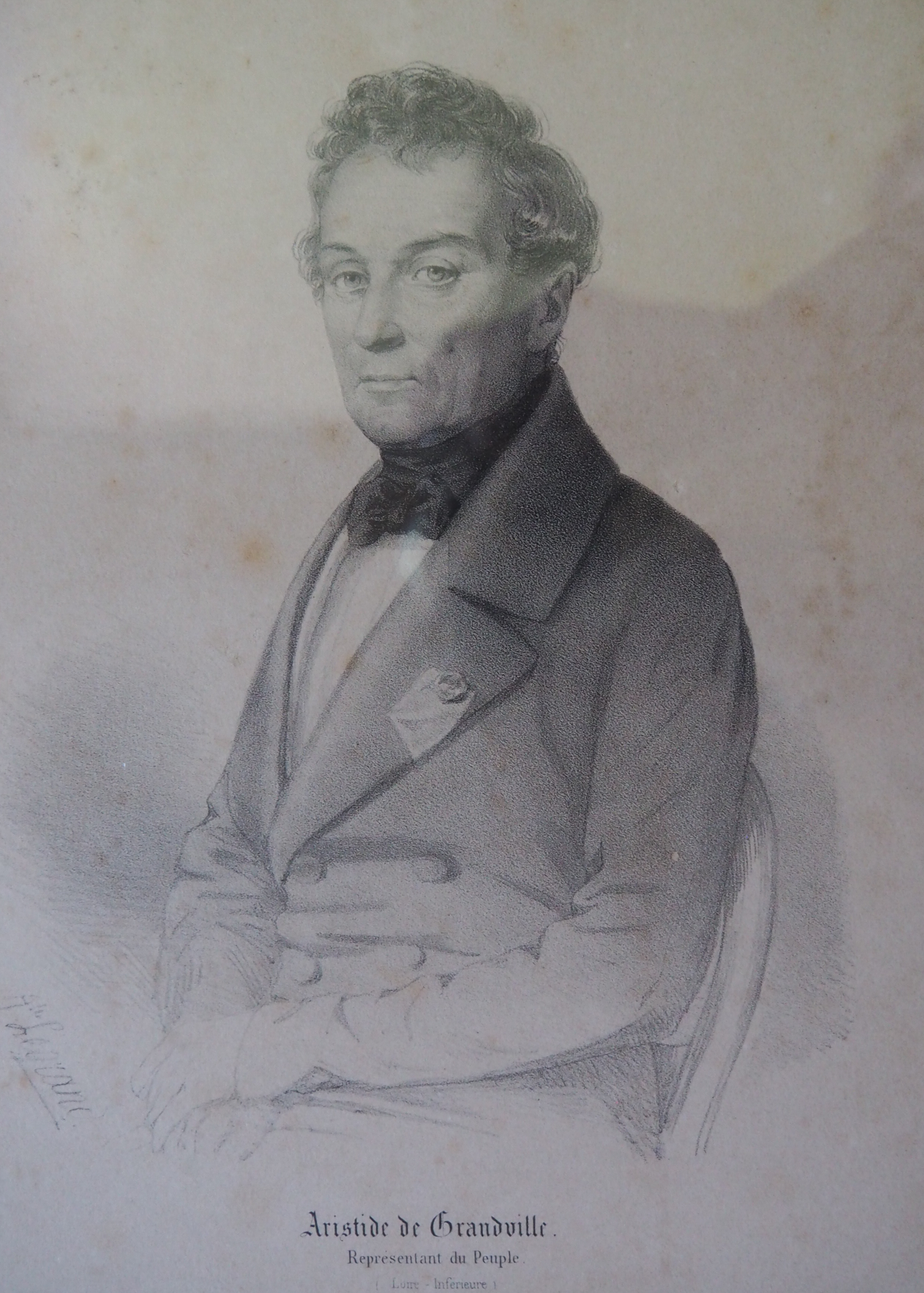
Portrait officiel de l'assemblée nationale d'Aristide Locquet de Grandville, vers 1848, gravure

Le château est édifié par Étienne Jean-Baptiste Blon entre 1820 à 1825 à la demande d'Aristide Locquet de Grandville (1791-1853, politicien, maire de Port-Saint-Père de 1818 à 1830 et de 1838 à 1848 puis siège à l'assemblée constituante du 23 avril 1848 au 26 mai 1849, puis à l'assemblée législative le 23 mai 1849 où il siège à droite). Propriétaire de la Seigneurie de La Tour-Bouvet avec son frère, Achille Locquet de Grandville, il décide de le mettre en vente, avec l'accord de son frère, à la suite de leurs mariages respectifs. Aristide de Grandville (le nom Locquet n'est plus utilisé par son porteur après son mariage) épouse Sophie de Martel le 1er mai 1818. Cette vente permis à Aristide de Grandville d'acheter un terrain situé sur le coteau de Beaulieu, surplombant les marécages et les rives de l'Acheneau, dans le but d'y construire sa nouvelle demeure, le château de Grandville. Son frère, quant à lui, achète le Château de la Rivière, situé dans la même commune.
Pour la construction du château et de ses dépendances (corps de ferme, potager, réservoir d'eau, pigeonnier, lavoir), Aristide de Grandville fait appel à l'architecte nantais Étienne Jean-Baptiste Blon. Les travaux de construction semble débuter dès 1820 et se terminent en fin d'année 1824. Lors du paiement des travaux, un contentieux apparaît entre le propriétaire et l'architecte. Celui-ci est conservé aux Archives départementales de Nantes. Aristide de Grandville prétend avoir engagé Étienne Jean-Baptiste Blon en la qualité d'entrepreneur, pour la somme 55 000 francs (sans compter les intérêts), or, l'architecte affirme s'être présenté comme architecte, permettant de réclamer une somme plus conséquente. Étienne Jean-Baptiste Blon sort vainqueur de cette affaire, toutefois il ne termine pas la procédure. C'est au bout de 23 ans que celui-ci clôture le dossier, reprenant ainsi les négociations. Le Tribunal de commerce de Nantes accuse l'architecte de vouloir soutirer plus d'avantage pécuniaire grâce à cette attente. Aristide de Grandville obtient alors un rabais et ne paye finalement que 21 000 francs supplémentaire à l'architecte.
En 1844, Aristide de Grandville fait appel à l'architecte diocésain de Nantes, Théodore Nau, pour construire une chapelle dans sa propriété.
À la suite de la construction de son château, Aristide de Grandville fait appel à André Leroy (célèbre pépiniériste angevin du XIXe siècle) pour réaliser le parc du château. Toutefois, ce projet n'est pas concrétisé. C'est celui du jardiner-paysagiste Jean-Dominique Noisette (homme oublié au profit de son père, qui est pourtant à l'origine des grandes réalisations paysagères nantaises comme le parc de la Chantrerie, le parc de Procé ou encore l'hippodrome de Petit Port à Nantes), fils ainé d'Antoine Noisette, qui est réalisé après 1851.
Au décès d'Aristide de Grandville, le domaine revient à son gendre, Stéphane de Moulin de Rochefort. Puis le domaine passe par mariage aux Dampierre, puis encore par mariage aux d'Argenlieu, qui le restaurent depuis quelques années.
Le monument est inscrit au titre des monuments historiques en 1992.

## Architecture

### Le château
Le château de Grandville est un château de type néo-palladien, aussi appelé villa néo-palladienne. Cela signifie que cet édifice possède des éléments d'architecture qui, une fois assemblés, lui confèrent une ressemblance aux villas vénitiennes d'Andrea Palladio, notamment la villa Pisani de Montagnana. Le château de Grandville n'est pas le seul édifice de Loire-Atlantique a posséder des réminiscences italiennes. Le château de la Noë Bel-Air, la Garenne Valentin ou la Garenne Lemot de Clisson offre une grande richesse architecturale italianisante.
Ce type architectural est largement valorisé comme étant une architecture pure, élégante grâce à la "nudité palladienne" qui est équilibrée et liée à la nature. C'est pour cette raison qu'il va être utilisé à la suite de l'engouement rousseauiste du début du XVIIIe siècle jusqu'au début du XIXe siècle pour les constructions suburbaines et campagnardes. C'est ce que l'on peut qualifier de palladianisme. Toutefois, l'existence du palladianisme en France pose toujours question puisque ce style est plus complexe et discret que le palladianisme italien ou anglais,.

#### Plan
Le château de Grandville s'organise selon un plan massé, ou plan centré, c'est-à-dire que son plan est presque carré. L'utilisation du plan centré en France n'est pas nouvelle comme en témoignent les châteaux royaux de Marly ou du Petit Trianon. Toutefois, ce type de plan participe à l'italianisme de la construction puisqu'il s'apparente en premier lieu aux villas palladiennes.

#### Façade côté jardin

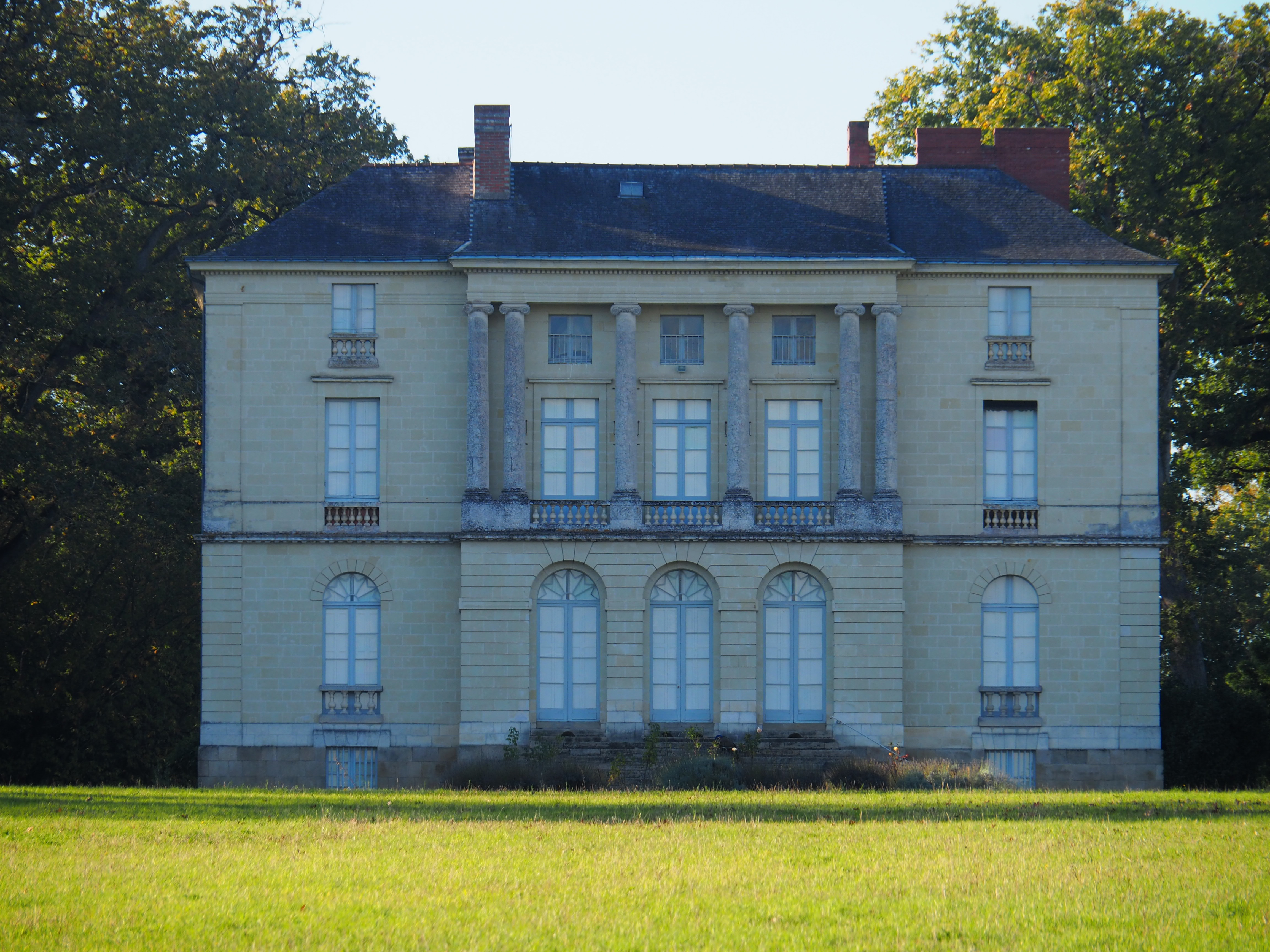
Façade est côté jardin, réalisée par Étienne Jean-Baptiste Blon, château de Grandville,1820-1825

La façade côté jardin est composée d’un soubassement accueillant les communs sur lequel se trouve une élévation à trois niveaux.
Le premier niveau se compose des pièces de vie. Il est considéré comme l’étage noble dans les maisons de campagne du XIXe siècle en France. Ce niveau est composé d’un avant-corps central à refends continus percé par trois baies en plein cintre composées d'impostes en "soleil". Cet avant-corps central est flanqué d'une travée de baies en plein cintre à impostes en "soleil" de part et d'autre.
Le second niveau est destiné aux chambres. Il est caractérisé par sa loggia en saillie occupant l’avant-corps central. Elle est composée de six colonnes d’ordre ionique en tuffeau dont quatre sont des colonnes ioniques jumelées. Ces dernières encadrent les deux colonnes ioniques centrales. Cet agencement de la colonnade permet de structurer visuellement la loggia tout en donnant un rythme ternaire à la façade, puisque les entrecolonnements s’ouvrent sur les trois baies quadrangulaires de la loggia. La loggia est un motif italien présent majoritairement que les villas de Palladio. La loggia du château de Grandville englobe également le niveau d’attique abritant les chambres des enfants et des domestiques.
Ces trois niveaux sont couronnés d’un entablement ionique reconnaissable par son architrave à trois fasces, sa frise lisse, sa cimaise, son motif ornemental de denticules et sa corniche.
L’élévation de cette façade est surmontée par une toiture à deux versants en ardoise.

#### Façade côté cour

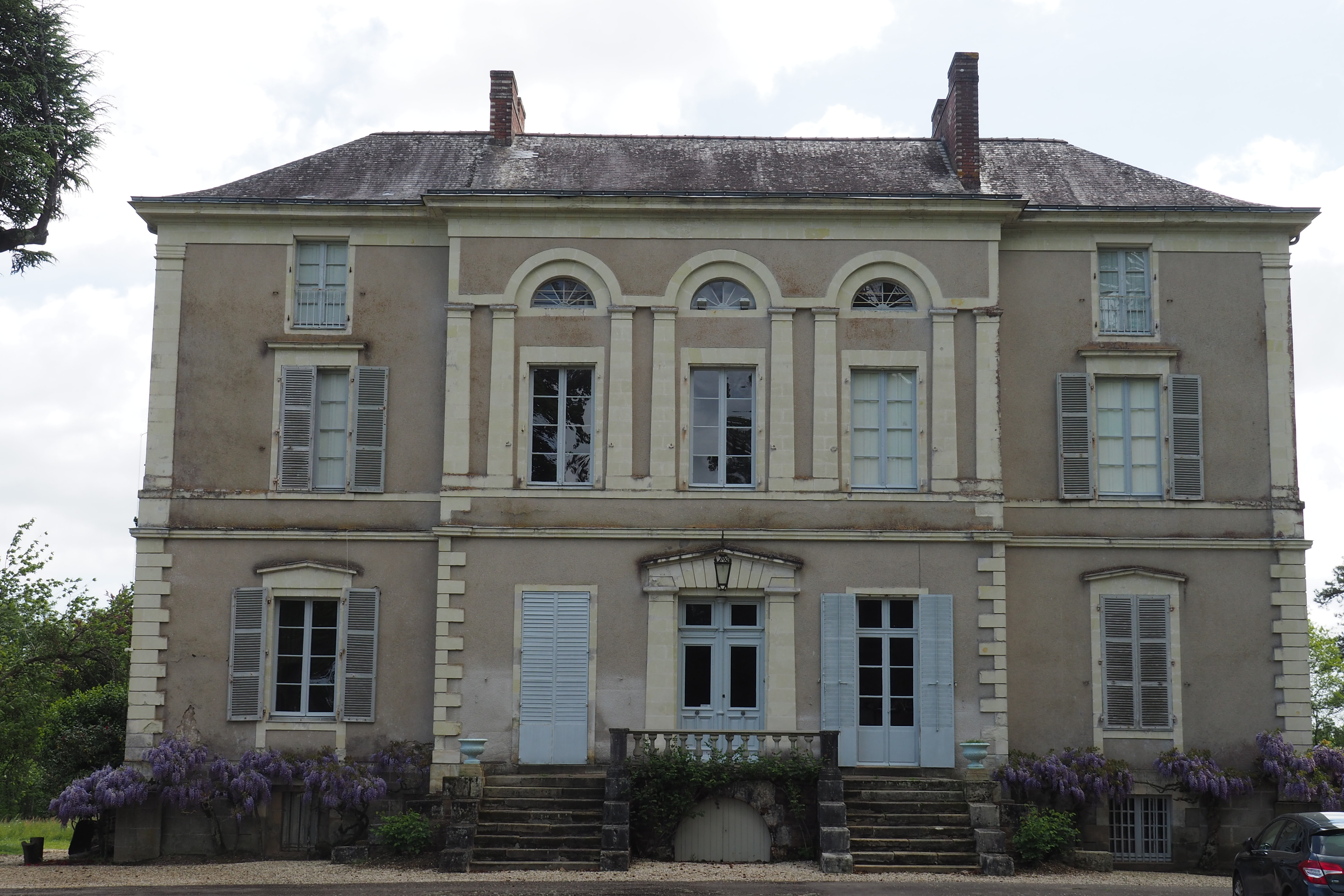
Façade ouest côté cour, réalisée par Étienne Jean-Baptiste Blon, château de Grandville, 1820-1825

Comme la façade côté jardin, celle côté cour est composée d'un soubassement surmonté d'une élévation à trois niveaux. Cependant, cette façade est entièrement recouverte d'un enduit grisâtre.
Le premier niveau est composé d'un avant-corps central délimité par un chainage d'angle en tuffeau, flanqué d'une travée de baies quadrangulaires surmontées d'un fronton de part et d'autre. La porte d'entrée couronnée d'un fronton se situe au centre de cet avant-corps. Elle est accessible par un perron desservi par quatre escaliers. Le premier et le deuxième niveau sont séparés par une frise.
Le deuxième niveau est composé d'un avant-corps central dans lequel se trouvent trois baies quadrangulaires surmontées de trois châssis en demi-lune respectant le même alignement vertical. Chaque baie est séparée par deux pilastres liés en tuffeau. Ces pilastres s’étendent jusqu’aux châssis en demi-lune. Cet agencement permet une unité des éléments architecturaux. Effectivement, les pilastres semblent relier les baies entre-elles, qui, elles-mêmes ressemblent à de grandes baies en plein cintre. Les pilastres liés de chaque baie offrent un espace entre elles. C’est ce vide qui évoque les baies quadrangulaires bordant la baie centrale en plein cintre d’une serlienne. Cet agencement architectural suggère donc un triplet de serliennes. Ce motif de la serlienne encourage l'apparence palladienne du château. Celui-ci est flanqué d'une travée de baie quadrangulaire de chaque côté pour le deuxième niveau et d'un attique à petites baies quadrangulaire pour le troisième niveau.

### Les dépendances

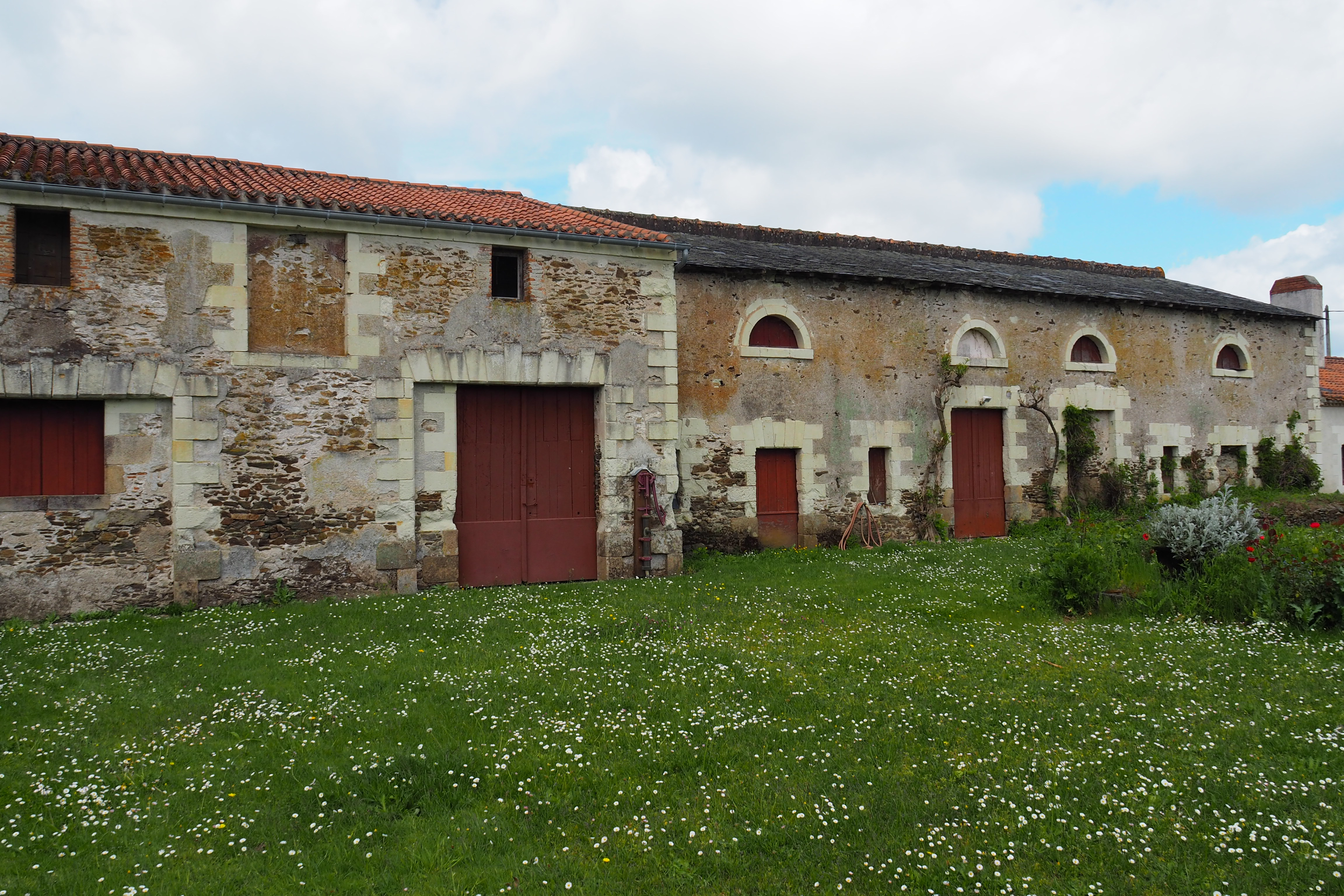
Dépendances, réalisées par Étienne Jean-Baptiste Blon, château de Grandville, 1820-1825

Les servitudes du château de Grandville ne subissent pas le même traitement architectural que le château. Celles-ci sont disposées en forme de « U » autour d’une cour centrale située au nord-ouest du château. L’ensemble des bâtiments ne sont pas alignés, toutefois ils sont symétriques par un axe nord-sud, coupant alors le « U » verticalement.
Les bâtiments suivent tous un plan rectangulaire et possèdent un toit débordant à faible pente en ardoise ou en tuile. De plus, ils sont construits en schiste et granit avant d’être recouverts du même enduit grisâtre que celui de la façade ouest du château. Cet enduit est souvent qualifié comme la « monochromie grise de l’habitat traditionnel » du Pays nantais.
Certains bâtiments disposent de portes quadrangulaires de grandes dimensions au rez-de-chaussée, probablement par leur activité de stockage. D'autres possèdent des portes quadrangulaires au centre des façades surmontées de baies parfois murées ou en demi-lune. Les petites baies n'ayant pas été recouvertes par l'enduit sont encadrées par une briqueterie. Il semble que ce soit un emploi de la chantignole, dans une pure tradition italienne.

### La chapelle

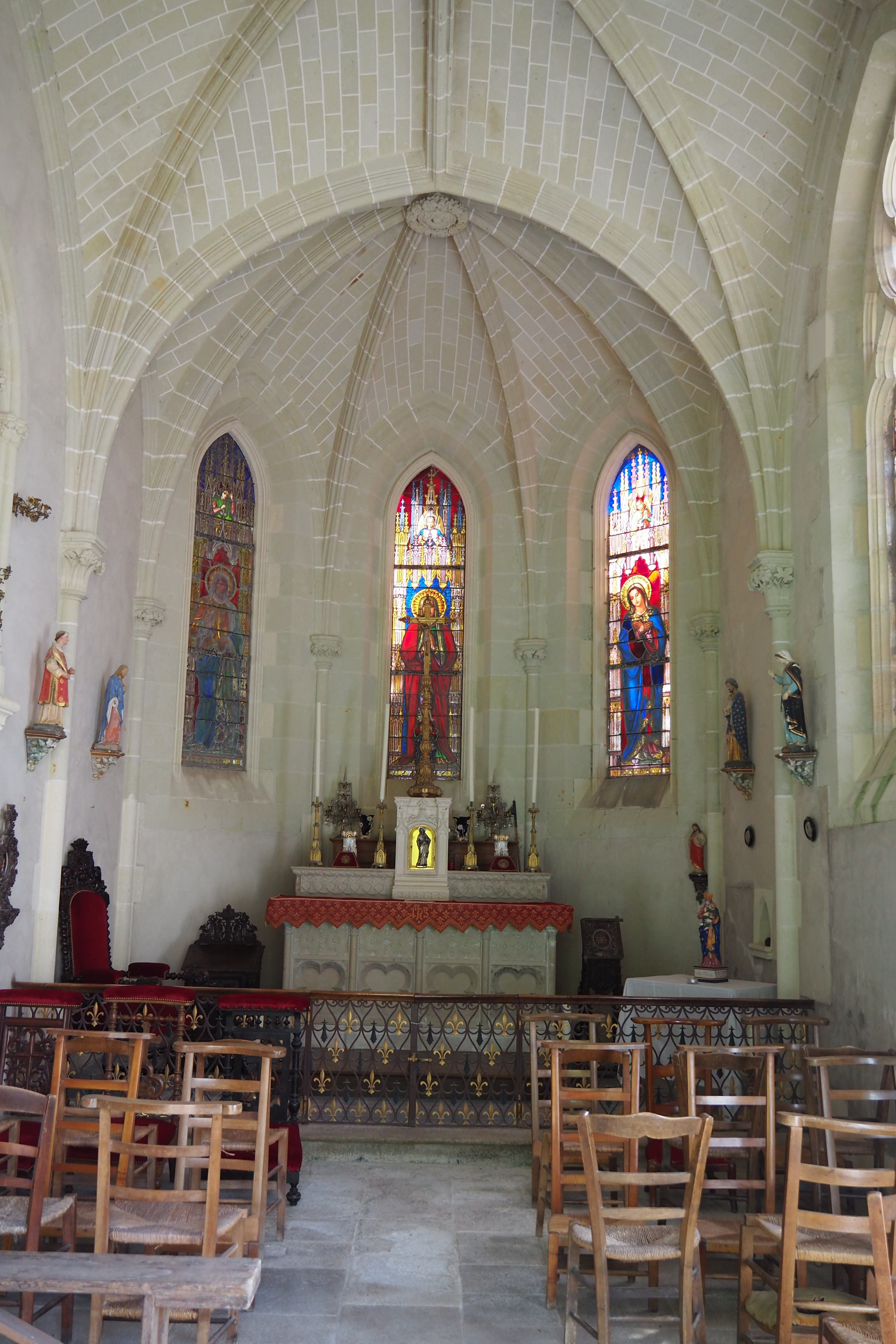
Intérieur de la chapelle, réalisée par Théodore Nau, 1844, château de Grandville

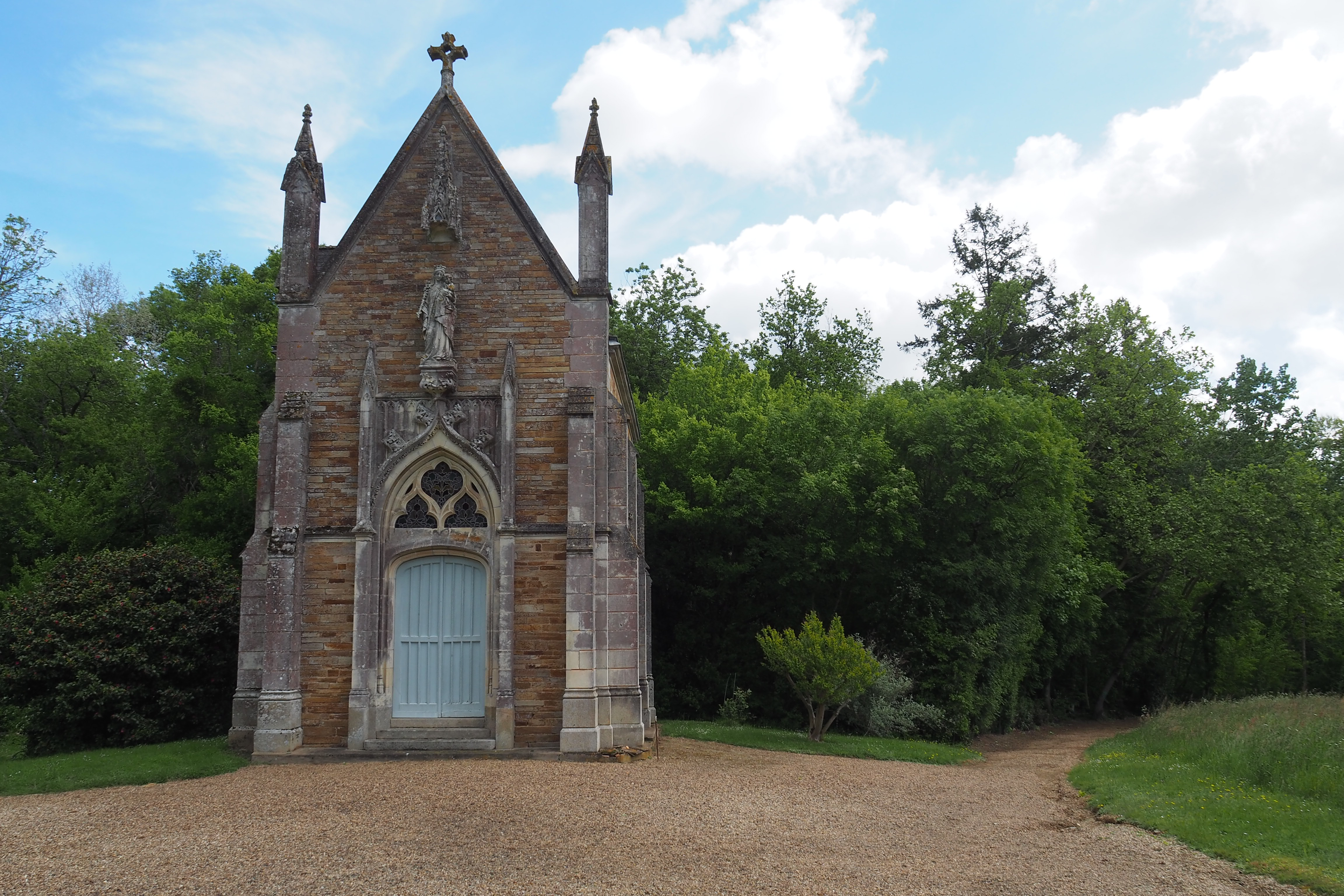
Chapelle, réalisée par Théodore Nau, 1844, château de Grandville

La chapelle de style néogothique est construite par Théodore Nau sur la demande d'Aristide de Granville en 1844 comme en témoigne l'inscription gravée sur la porte latérale de l’édifice : « Année du Seigneur 1844 ».
Cette chapelle de trois travées de longueur possède des murs extérieurs en moellons de schiste disposés longitudinalement les uns sur les autres. Ils sont encadrés à chaque angle par des pierres de taille en tuffeau et en granite. Les pignons sont flanqués de contreforts. La façade possède un portail en anse de panier surmonté d’un gâble ajouré par une vitre où s’inscrit un remplage flamboyant. Ce gâble est surmonté d’une arcature aveugle se terminant par un fleuron végétal servant de base pour accueillir une niche à baldaquin abritant une statue de la Vierge à l’enfant couronnée portant une branche en fleur.
L’intérieur de l’édifice dispose de deux travées de voûtes octopartites dont les voussures se rejoignent sur les murs gouttereaux afin de décharger les poussées. Ces poussées verticales sont supportées par les chapiteaux à décor végétal, portés par des colonnes engagées de moitié, correspondant à l’emplacement des contreforts extérieurs. Le chœur est installé dans une abside percée par trois vitraux, celui de gauche représentant saint Joachim, au centre sainte Anne et à droite, sainte Marie.

## Parc et jardin

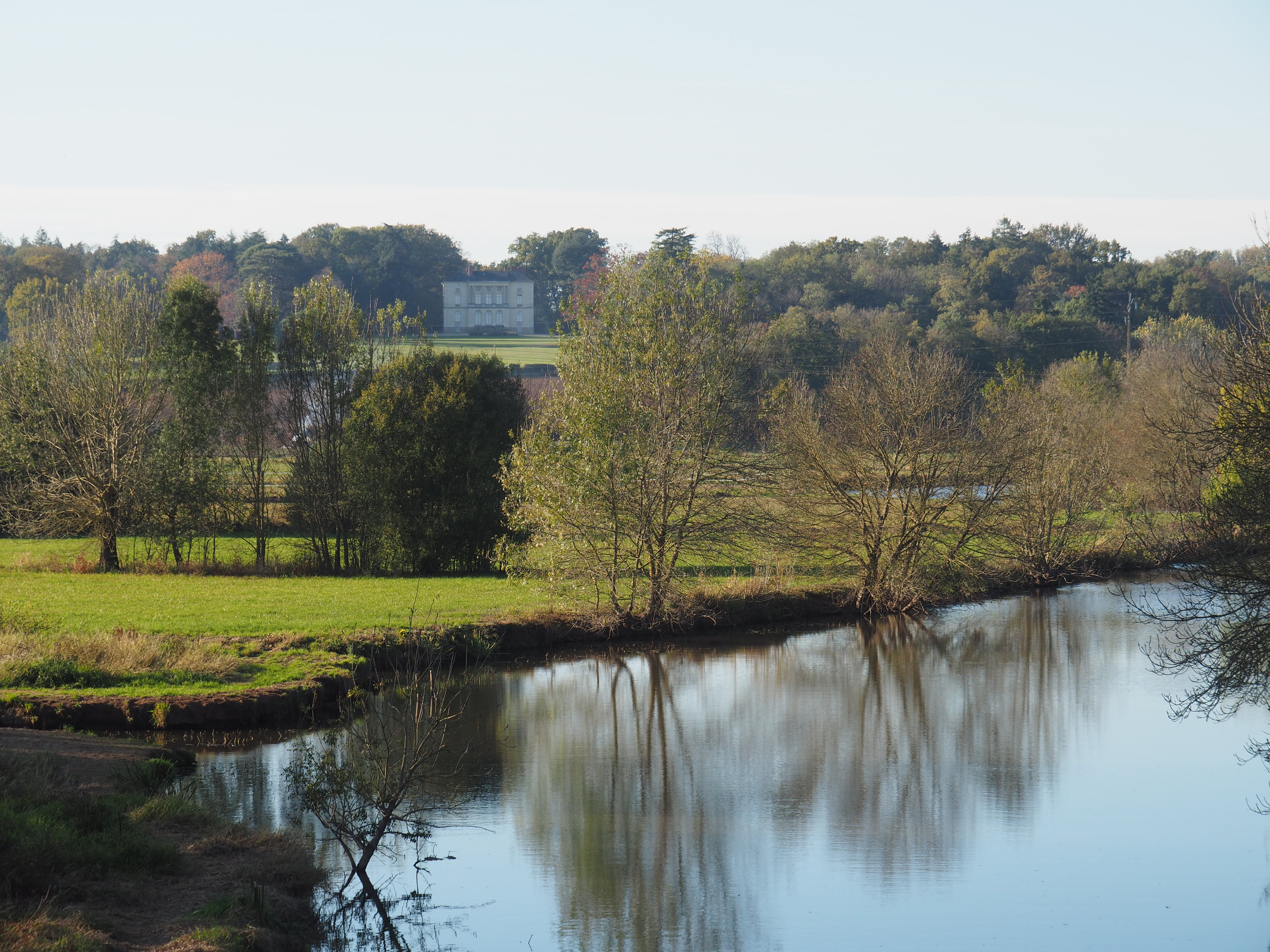
Vue du château de Grandville depuis les bords de l'Acheneau

À la suite de la construction du château de Grandville, Aristide Locquet de Grandville organise l’espace extérieur de son château. Le prestige de sa construction doit être valorisé par un écrin de verdure. Entre l’architecture italianisante de l’édifice et son emplacement en surplomb des marais de l'Acheneau, le château de Grandville semble avoir été construit dans le but de « mettre en scène le paysage » et de profiter de la nature. Ainsi, le château de Grandville offre le cadre idéal pour accueillir un parc « à l’anglaise ».
Depuis le début du XVIIIe siècle, le jardin architecturé dit « à la française » s’essouffle et laisse place aux jardins pittoresques. Ce type de jardins tente d’imiter la nature sans que la main de l’homme ne soit visible. Le but étant de reproduire fidèlement la nature tout en la structurant.
Or la diversité des espèces et l’aménagement disparate des cultures du château de Grandville suggèrent une mise en scène de la nature et propose un véritable paysage de campagne. D’autant plus que son organisation paysagère est faite de courbes et de croisements encourageant ce sentiment naturel.
Le plan du parc du château de Grandville a longtemps été attribué à Antoine Noisette. Néanmoins, le plan du parc a été réalisé en 1851, soit après la mort de celui-ci. De plus, il porte la signature d'un certain J.-D. Noisette, qui se révèle être le fils ainé de ce dernier. Ainsi, le plan du parc du château de Grandville est de la main de Jean-Dominique Noisette. Ce plan fut celui utilisé pour mettre en forme le parc.

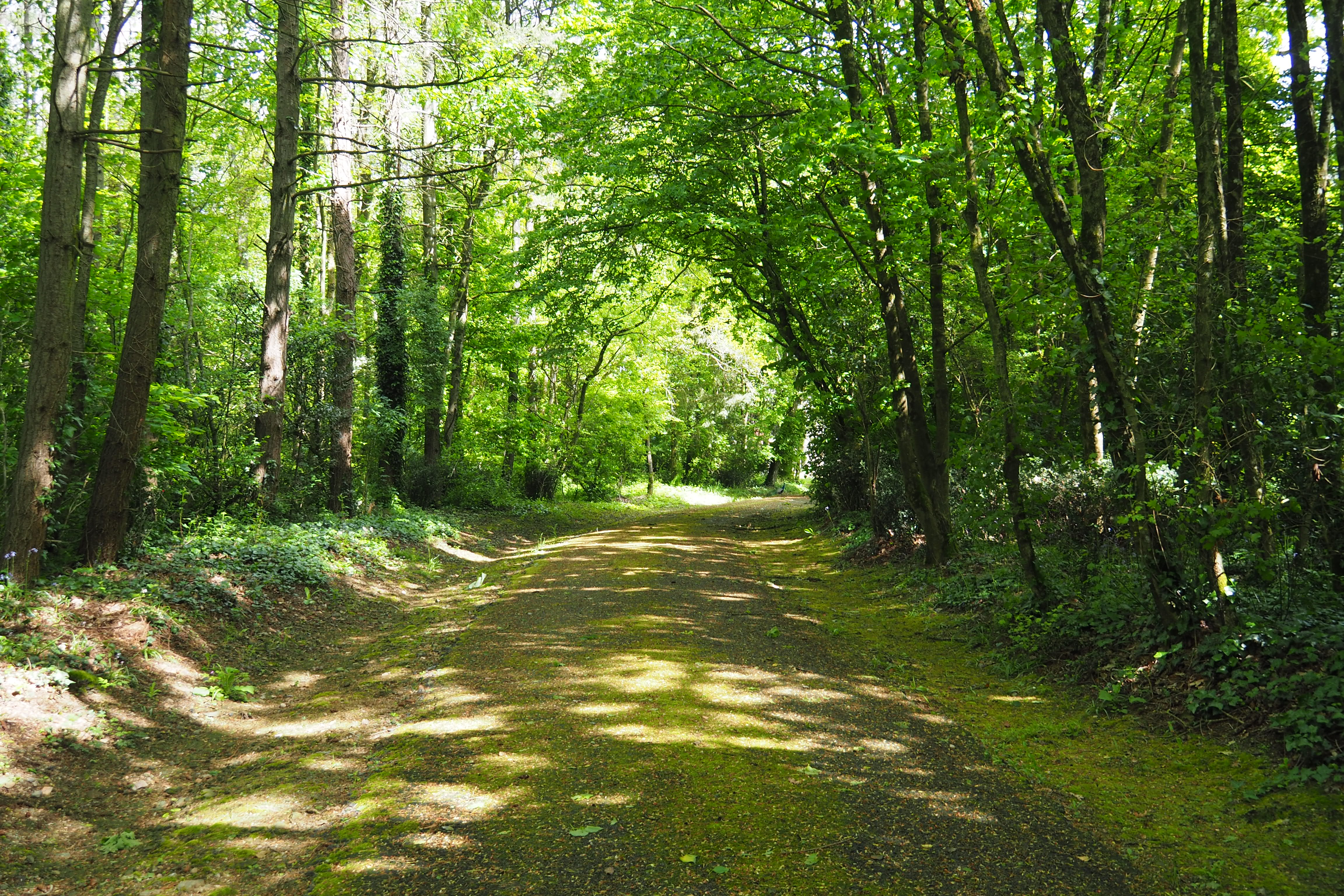
Allée sud du parc du château de Grandville

Le tracé du plan est en bonne partie conservé dans le parc actuel. Ainsi, il est encore possible aujourd'hui de déambuler dans certaines allées sinueuses dessinées en 1851 par Jean-Dominique Noisette. Certes, certains chemins ont été aménagés en route, toutefois, le tracé est conservé. Les chemins les mieux conservés sont situés à proximité du château. Les allées disparues ont été supprimées avant 1943, puisque le cadastre napoléonien de cette même année, conservé aux archives départementales de Loire-Atlantique, ne les illustrent pas.
Une étude plus pointilleuse de la flore représentée sur le plan du parc du château de Grandville a apporté le constat suivant : les arbres choisis par le jardinier-paysagiste sur le plan ont réellement pris place aux endroits souhaités dans le parc. Cet agencement des espèces et les espèces en elle-même (sapins, pins et arbustes) sont toujours visibles dans le parc du château depuis lors.
Finalement, le parc du château de Grandville est toujours le même depuis 1851. Il a subi des modifications au cours des années mais les tracés courbes du jardin pittoresque sont encore visibles aujourd’hui et entretiennent son aspect de jardin à l’anglaise.